# Nonette-Orsonnette
Nonette-Orsonnette is een gemeente in het Franse departement Puy-de-Dôme (regio Auvergne-Rhône-Alpes). De plaats maakt deel uit van het arrondissement Issoire. Nonette-Orsonnette is op 1 januari 2016 ontstaan door de fusie van de gemeenten Nonette en Orsonnette.De gemeente telde 618 inwoners op 1 januari 2022.

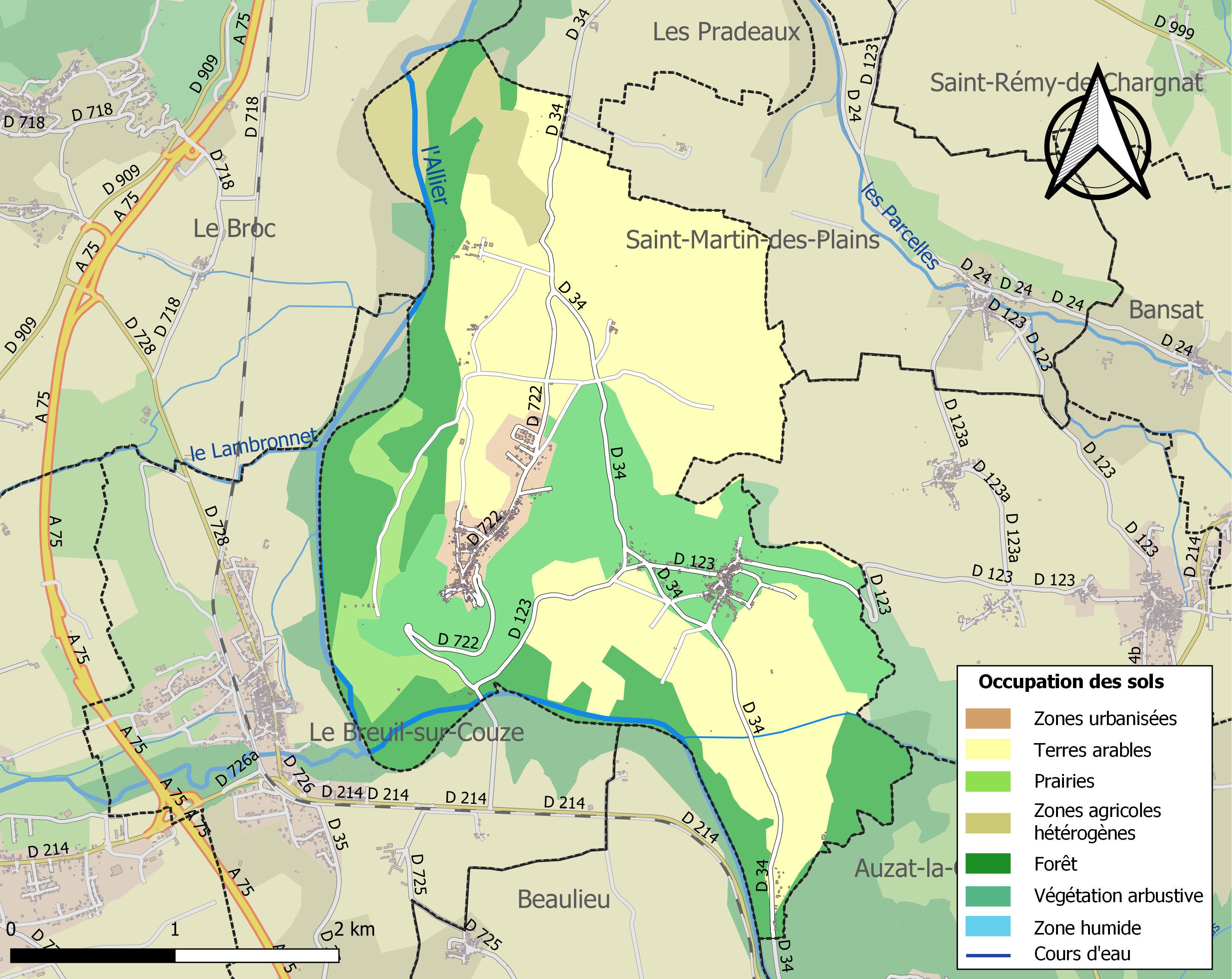
Kaart van de gemeente met belangrijkste infrastructuur, bodemgebruik en omliggende gemeenten